# リービット (小惑星)
リービット (5383 Leavitt) は、小惑星帯の小惑星。パロマー天文台のトム・ゲーレルスとライデン天文台のファン・ハウテン夫妻が発見した。
アメリカの女性天文学者で、セファイド変光星の変光周期と光度の間に相関があることを発見したヘンリエッタ・スワン・リービットから命名された。